# 哈欽斯 (喬治亞州)
哈欽斯（英語：Hutchins）是位於美國喬治亞州奧格爾索普縣的一個非建制地區。該地的面積和人口皆未知。

## 地理
哈欽斯的座標為33°50′30″N 83°10′05″W / 33.84167°N 83.16806°W，而該地的平均海拔高度為241米（即791英尺）。